# James Burbage
James Burbage (1531-1597) fue un actor inglés de la época isabelina.

## Biografía
Se dice que Burbage nació en Stratford-upon-Avon. Era miembro de la compañía de actores de Robert Dudley, Primer Conde de Leicester, probablemente desde algunos años antes de su primera mención (1574) como líder de la compañía. En 1576 y habiendo asegurado el arrendamiento de una tierra en Shoreditch, Burbage erigió allí un famoso teatro conocido durante veinte años como The Theatre, dado el hecho de que era el primer teatro construido en Londres.
Parece que también estuvo involucrado en la erección de un segundo teatro en la misma localidad, el Curtain Theatre, y más tarde, a pesar de todas las dificultades y una importante oposición local, comenzó la que se considera casa más celebrada del ascendente teatro isabelino, el Blackfriars Theatre, construido en 1596 cerca del viejo monasterio dominico.
Su hijo, Richard Burbage fue incluso más famoso que él como actor. Cuthbert Burbage es hermano de Richard e hijo de James.